# Mercè Foz Val
Mercè Foz Val (Barcelona, 1950) és una jugadora de tennis de taula catalana.
Es formà amb la seva germana bessona Montserrat al Grup Barna, amb el qual, posteriorment, aconseguí el campionat estatal per equips (1969). A nivell individual, es proclamà campiona d'Espanya (1967) i aconseguí tres subcampionats de forma consecutiva (1968, 1969, 1970). Fent parella amb la seva germana, guanyà tres Campionat d'Espanya de dobles de forma consecutiva (1968, 1969, 1970), i aconseguí un quart títol fent parella amb Montserrat Sanahuja (1970). També es proclama tres vegades campiona d'Espanya de dobles mixtes (1969, 1970, 1973, fent parella amb Jordi Palés). A nivell provincial, aconseguí sis campionats de Barcelona, dos en dobles (1969, 1978), quatre en dobles mixtos (1970, 1972, 1973, 1974, fent parella amb Jordi Palés) i per equips. Internacional amb la selecció espanyola, participà al Campionat d'Europa de 1968 i del Món de 1969. Entre d'altres reconeixement, rebé el premi Sant Martí de plata juntament amb la seva germana, en la modalitat individual als 8ns Premis Sant Martí 1970.